# Sylwia Gruchała
Sylwia Gruchała (Danzica, 6 novembre 1981) è una schermitrice polacca, vincitrice di una medaglia d'argento ed una di bronzo nella scherma ai giochi olimpici.

## Palmarès
In carriera ha conseguito i seguenti risultati:
- Giochi olimpici:

Sydney 2000: argento nel fioretto a squadre.
Atene 2004: bronzo nel fioretto individuale.
- Mondiali di scherma

La Chaux de Fonds 1998: bronzo nel fioretto a squadre.
Seoul 1999: argento nel fioretto a squadre.
Lisbona 2002: argento nel fioretto a squadre.
L'Avana 2003: oro nel fioretto a squadre e argento individuale.
New York 2004: bronzo nel fioretto a squadre.
San Pietroburgo 2007: oro nel fioretto a squadre.
Parigi 2010: argento nel fioretto a squadre.
- Europei di scherma

Funchal 2000: oro nel fioretto individuale e bronzo a squadre.
Mosca 2002: oro nel fioretto a squadre ed individuale.
Bourges 2003: oro nel fioretto a squadre.
Zalaegerszeg 2005: oro nel fioretto individuale.
Smirne 2006: bronzo nel fioretto a squadre.